# Gronard
Gronard település Franciaországban, Aisne megyében. Lakosainak száma 61 fő (2022. január 1.). Gronard Burelles, Gercy, Hary, Houry, Prisces és Saint-Gobert községekkel határos.

## Népesség
A település népességének változása:
| Lakosok száma | 108  | 85   | 79   | 75   | 76   | 76   | 73   | 71   | 70   | 61   |
|               | 1968 | 1982 | 1990 | 2006 | 2013 | 2015 | 2017 | 2019 | 2020 | 2022 |